# Liste der Gebirge in Namibia

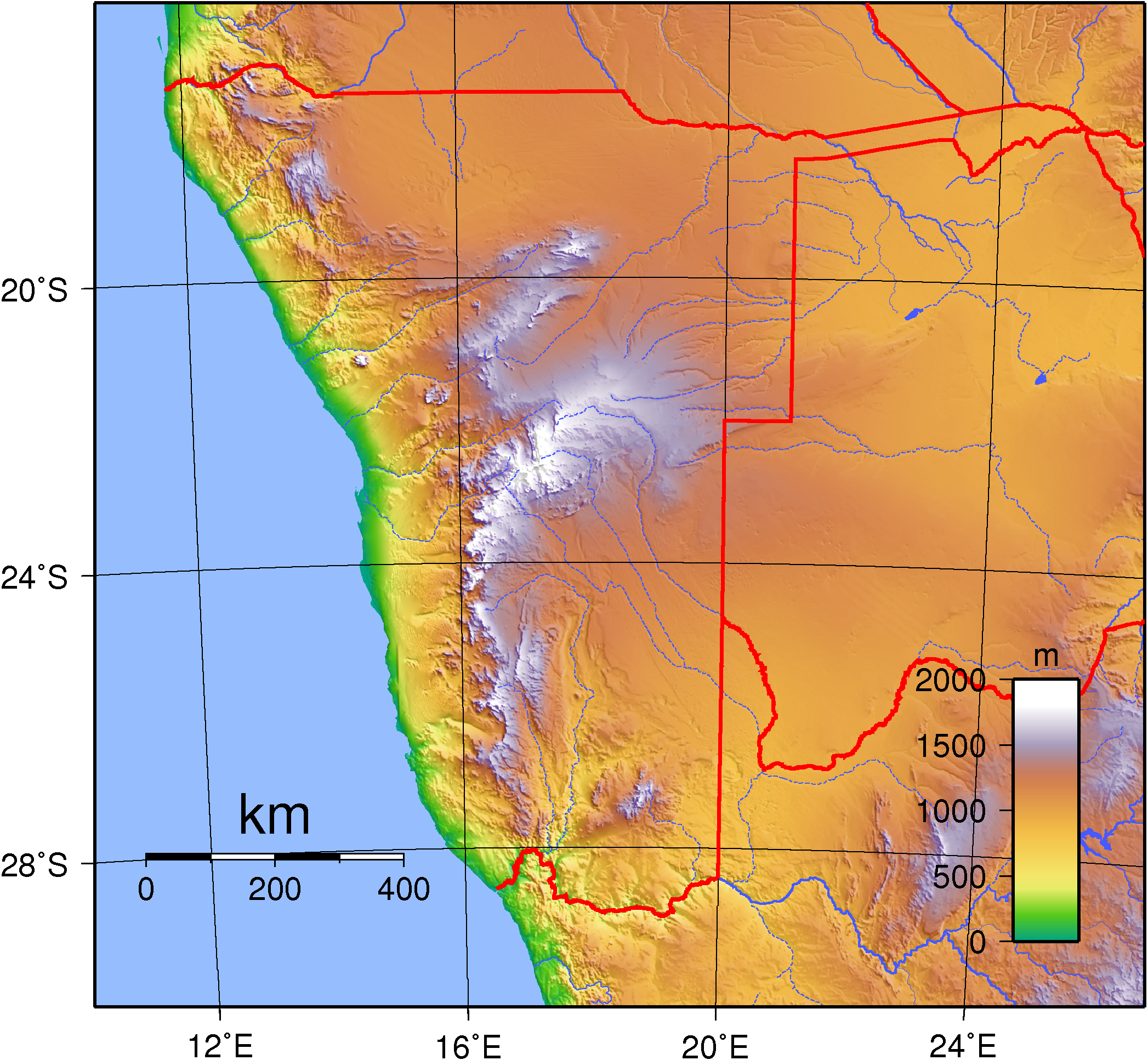
Topographische Karte Namibias

Dies ist eine Liste der Gebirge und Hochebenen in Namibia:

## Gebirge
| Gebirge                          | Höchste Erhebung in Meter | Region           | Bild |
| -------------------------------- | ------------------------- | ---------------- | ---- |
| Auasberge                        | 2484                      | Khomas           |      |
| Baynesberge                      | 2039                      | Kunene           |      |
| Brandbergmassiv                  | 2573                      | Erongo           |      |
| Erongoberge                      | 2319                      | Erongo           |      |
| Erosberge                        | 2137                      | Khomas           |      |
| Fransfonteinberge                | 1445                      | Kunene           |      |
| Giraffenberge                    | 1724                      | Kunene           |      |
| Gobobosebberge                   | 1025                      | Erongo           |      |
| Hakosberge                       | 2347                      | Khomas           |      |
| Hartmannberge                    | 1132                      | Kunene           |      |
| Hunsberge                        | 1636                      | ǁKharasKlicklaut |      |
| Joubertberge                     | 1866                      | Kunene           |      |
| Große Karasberge                 | 2202                      | ǁKharas          |      |
| Kleine Karasberge                | 1622                      | ǁKharas          |      |
| Karubeamsberge                   | 1320 oder 1582            | Khomas           |      |
| Khomashochland                   | 2319                      | Khomas           |      |
| Klinghardtberge                  | 0925                      | ǁKharas          |      |
| Naukluft                         | 1965                      | Hardap           |      |
| Nubibberge                       | 1240                      | Hardap           |      |
| Otaviberge (auch Otavi-Bergland) | 2155                      | Otjozondjupa     |      |
| Otjihipaberge                    | 1132                      | Kunene           |      |
| Steilrandberge                   |                           | Kunene           |      |
| Tirasberge                       | 2040                      | ǁKharas          |      |
| Tsarisberge                      | 2020                      | Hardap           |      |
| Tsausberge                       | 1107                      | ǁKharas          |      |
| Uisberge                         | 1069                      | Erongo           |      |
| Zebraberge                       | 1599                      | Kunene           |      |

## Plateaus
Nachstehend eine Auswahl von Plateaus in Namibia.
| Hochebene                           | Höchste Erhebung | Region         | Bild |
| ----------------------------------- | ---------------- | -------------- | ---- |
| Blydeverwacht-Plateau               | 0930 m           | ǁKharas        |      |
| Hanam-Plateau                       | 1560 m           | Hardap         |      |
| Huib-Plateau                        | 1700 m           | ǁKharas        |      |
| Nanania-Plateau (Zwiebel-Hochebene) | 1624 m           | Khomas         |      |
| Rotrand                             | 1796 m           | Hardap/ǁKharas |      |
| Schwarzrand                         | 1792 m           | Hardap         |      |
| Waterberg-Plateau                   | 1875 m           | Otjozondjupa   |      |

## Orogene
- Kaoko-Gürtel
- Damara-Gürtel
- Gariep-Gürtel